# Pianillo
Pianillo, è una frazione di 7 253 abitanti del comune di Agerola nella città metropolitana di Napoli in Campania. Si tratta della maggior frazione del suddetto comune per popolazione, del quale è presente anche la sede comunale.

## Geografia fisica
Pianillo è posta nell'entroterra della costiera amalfitana, a pochissimi chilometri di distanza dal mare, si trova a nord dei comuni di Amalfi e Praiano. Il territorio sorge a 630 metri sul livello del mare, con un picco di 1.425 metri presso la zona di Monte di Mezzo.

## Monumenti e luoghi d'interesse
Nel territorio di Pianillo è presente la chiesa di San Pietro Apostolo, la sua presenza risale fin dal 1546.